# Грузины на Украине
Грузины на Украине (укр. Грузини в Україні) — грузинское этническое меньшинство, проживающее на территории Украины. Общая численность диаспоры (согласно данным переписи) составляет 34 199 человек, большинство которых проживает в Донецкой (7197 человек), Харьковской (4408 человек), Запорожской (3899 человек), Днепропетровской (2834 человека) и Одесской (2834 человека) областях.

## История
Известно, что дружеские отношения между Грузией и Киевской Русью существовали ещё в период правления Владимира Мономаха. Грузинский царь Давид, по приглашению киевского князя, посещал Киевскую Русь. Киевский князь Изяслав женился на Русудане, дочери грузинского царя Деметрия I, а царица Тамара была замужем за бывшим новгородским князем Юрием (Георгием) Андреевичем.
Спасаясь от турецкого преследования, грузины начали переселяться на территорию Украины еще в XVIII веке. На поселение шли часто и князья, и дворяне. Из грузинских мигрантов была сформирована сначала рота, затем полк. В 1738 году служившим в грузинском полку на вечное наследственное владение было предоставлено земли в «пристенных местах» (князь получал 30, а дворянин — десять дворов). Поселение происходило на землях Полтавского, Миргородского, Лубенского и Прилуцкого полков — всего в Полтавской области царское правительство поселило 5 тысяч грузин. Типичные военные поселения на юге Украины образовали и грузины-переселенцы.
Значительная часть грузин была переселена в Украину за участие в борьбе Шамиля против царских завоевателей. Многие грузины, армяне и греки направлялись в южные районы Российской империи согласно указу 1837 года.
Большинство грузин переселились на территорию Украины из-за войны в Абхазии.

## Язык
В 2001 г. грузинский язык родным назвали 12 539 (36,7 %) грузин Украины, ещё 2253 (9,6 %) свободно им владеют. Русский язык родным назвали 18 589 (54,4 %) грузин Украины, а украинский язык родным назвали 7794 (8,2 %) грузин Украины .